# Vredewold (streek)
Vredewold is een streek en voormalige grietenij in Groningen. Het behoort tot het Westerkwartier, maar was voor een lange tijd een onafhankelijk Ommeland. De grens van het historische Vredewold komt grotendeels overeen met de grenzen van de voormalige gemeenten Leek en Marum. Vredewold wordt ten noorden begrensd door de streek Langewold, ten zuidwesten door de provincie Friesland en ten zuidoosten door de provincie Drenthe.
In de middeleeuwen hoorde Vredewold, net als het aangrenzende Langewold en Achtkarspelen en het noordelijk deel van de huidige provincie Groningen, tot het bisdom Münster. In 1559 ging Vredewold deel uitmaken van het nieuw opgerichte bisdom Groningen. In 1385 worden de kerken van Marum, Nuis, Niebert, Noordwijk en Lucaswolde voor het eerst genoemd. De westelijke dorpen Tolbert, Midwolde, Lettelbert en Oostwold (met een kapel te Lagemeeden) komen pas in de 15e eeuw in de bronnen voor. In de uiterste noordwesthoek van Vredewold lag het klooster Trimunt waarnaar het gelijknamige gehucht is genoemd.
De belangrijkste adel van Vredewold waren de families die in de borg Nienoord woonden. Dit waren achtereenvolgens de families Van Ewsum en Van Panhuys. De weduwe van Wigbold van Ewsum wist in 1531 via Karel van Gelre het grietmanschap van heel Vredewold erfelijk in handen te krijgen. Ook bezaten de heren van Nienoord een deel van de collatierechten in Vredewold, waardoor ze eeuwenlang veel invloed hadden op de benoeming van predikanten en schoolmeesters. In hun gebied ontstond in 1559 de turfgraversnederzetting Leek (op de Leek), die in 1702 een eigen kerk kreeg, maar onder het kerspel Midwolde bleef vallen. 
Het rechthuis van Vredewold bevond zich in de 18e eeuw bij de klapbrug te Leek. Volgens een overlevering werden de buurrechters oorspronkelijk ingezworen bij de gerechtseik te 't Malijk bij Marum.